# Папијева екипа
Папијева екипа је српска телевизијска серија, продукцијске куће Емошон чије се снимање одвијало 2013. године.
Сценарио за серију је написао Срђан Драгојевић, а режисер је Милорад Милинковић.
Серија је требала да буде емитована на Првој српској телевизији, али из непознатих разлога до тога никада није дошло. Пилот епизода те серије је објављена тек крајем 2022. године на званичном јутјуб каналу продукције Емошон.

## Улоге
| Глумац                 | Улога                |
| ---------------------- | -------------------- |
| Ненад Јездић           | Слађан Папковић Папи |
| Гордан Кичић           | Лука                 |
| Небојша Илић           | Марјан               |
| Јелисавета Сека Саблић | Олга                 |
| Дубравка Мијатовић     | Лола                 |
| Ивона Андрић           | Сара                 |
| Феђа Стојановић        | Микота               |
| Бојан Перић            | инспектор Грујић     |
| Јелена Дукић           | Нина                 |
| Сања Радешевић         | Маца                 |
| Слободан Павлекић      | Турча                |
| Амар Месић             | Гаги                 |

## Специјални гости
- Марко Кон
- Бора Ђорђевић
- Ђорђе Гогов
- Драган Ристић Кал